# Christian Poveda
Christian Poveda ( Argel,  Argelia, 12 de enero de 1957 - Tonacatepeque, El Salvador, 2 de septiembre de 2009) fue un fotógrafo y cineasta hispano-francés.

## Trayectoria
Sus padres republicanos fueron exiliados de la guerra civil española. Nació en Argelia durante la ocupación francesa, para refugiarse en París seis años más tarde, tras el final de la ocupación. Saltó a la fama con un reportaje sobre el Frente Polisario, en el Sahara Occidental. También trató la invasión de la Isla de Granada por parte de los Estados Unidos y hechos históricos en Argentina, Chile o El Salvador.
Comenzó su trayectoria cineasta en 1977 tratando conflictos así como costumbres y hechos felices en países africanos y en casi toda Iberoamérica. No fue hasta 1990 cuando dejó la fotografía para dedicarse de lleno a los documentales.
Pasó sus últimos tres años de vida en El Salvador, donde filmó durante 16 meses un documental, La Vida Loca, sobre las bandas criminales de pandilleros, en especial sobre los integrantes de la pandilla (mara) "Barrio 18".
El documental, un registro al pie del cañón sobre el fenómeno de las bandas, fue presentado en el Festival de Cine de San Sebastián en septiembre de 2008, así como en otros festivales como Morelia, La Habana, San Luis, Helsinki o Gotemburgo.

## Asesinato
El 2 de septiembre de 2009, muere a tiros en la localidad salvadoreña de Tonacatepeque, a unos 16 kilómetros al norte de la capital, donde había estado trabajando en el documental.
Fuentes de la Policía Nacional Civil (PNC) han comunicado, a través del canal 12 de la televisión local, que han sido detenidas cinco personas relacionadas con su asesinato, cuatro integrantes de una banda juvenil como autores o instigadores y un policía como cómplice.